# Датт, Ромеш Чандер
Ромеш Чандер Датт (бенг. রমেশচন্দ্র দত্ত, англ. Romesh Chunder Dutt; 13 августа 1848, Калькутта, Британская Индия — 30 ноября 1909, Барода, Британская Индия) — бенгальский политический деятель, публицист, историк, переводчик и литератор.

## Биография
Родился в богатой бенгальской семье, известной многими литературными и научными деятелями. Его отец был заместителем комиссара Бенгалии. После трагической смерти отца, воспитывался в семье своего дяди-писателя. Получил образование в элитной школе в Калькутте, затем — Индуистском колледже и университете Калькутты.
В 1868 году вместе со своим другом С. Банерджи был отправлен в Англию, чтобы держать экзамен на право поступления на британскую государственную службу. Пытался сдать экзамен уже в 1869 году, но тогда возник спор по поводу его точного возраста.
Остался в Англии и поступил в Университетский колледж Лондона.
В 1875 году стал преподавателем в колледже шотландской церкви при университете Калькутты, где изучал английскую литературу.
Кроме того, изучал право в Миддл Темпл. Позже работал на государственной службе.

## Политическая деятельность
Один из первых индийский политических лидеров во время британского владычества. Был в числе основателей Индийской национальной ассоциации — одной из первых индийских политических организаций.
Умеренный националистический политик, активный деятель Индийского национального конгресса в начальной фазе этой партии.
В 1899 году стал верховным лидером — президентом Индийского национального конгресса.

## Творчество
1894 — первый президент литературного общества Бенгалии (Bangiya Sahitya Parishad), его заместителями (вице-президентами были Рабиндранат Тагор и Набин Чандра Сен.
Важнейшим литературным трудом Р. Ч. Датта является труд по истории литературы Индии — «The literary history of India» (1895).
Занимался переводом с санскрита древнеиндийского эпоса «Рамаяна» и «Махабхарата».

## Избранная библиография
- A Brief History of Bengal (1893).
- The Literature of Bengal (1895)
- Three Years in Europe, 1868 to 1871 (1896)
- The Economic History of India in the Victorian Age. From the Accession of Queen Victoria in 1837 to the Commencement of the Twentieth Century, Vol. II. (1904)

## Награды
- Кавалер-компаньон Ордена Индийской империи.